# 105 a.C.

## Eventos
- Públio Rutílio Rufo e Cneu Málio Máximo, cônsules romanos.[1]
- Continua a Guerra Címbrica:
  - Um desentendimento entre Quinto Servílio Cepião, o Velho, o cônsul do ano anterior e governador da província, e o cônsul Málio resultou na desastrosa Batalha de Aráusio, uma das piores derrotas romanas em todos os tempos.
- As lutas dos gladiadores se tornam uma instituição pública em Roma